# Distretto di Saihaku
Saihaku (西伯郡?, Saihaku-gun) è un distretto della prefettura di Tottori, in Giappone.

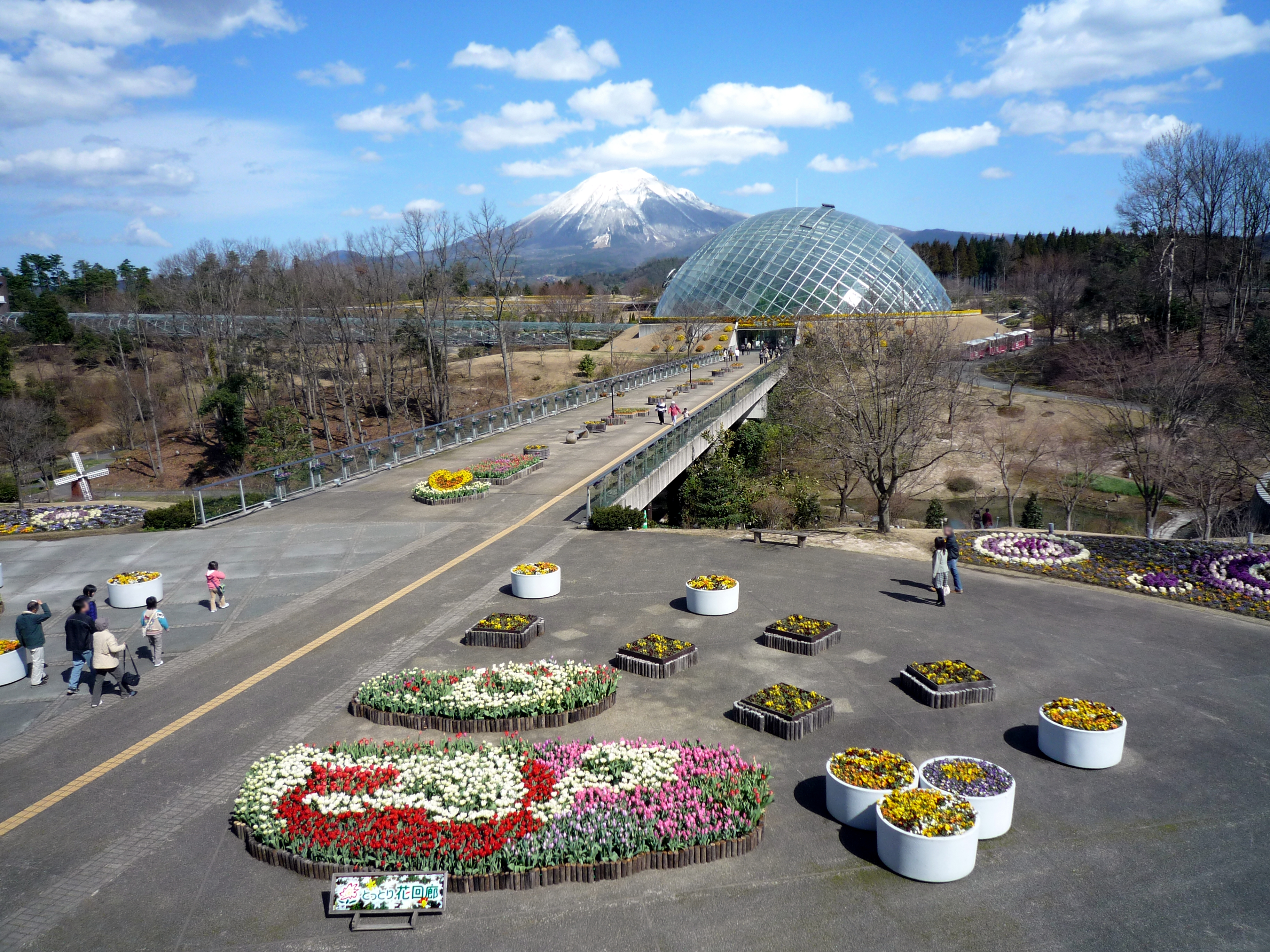
Un'immagine di Nanbu, Tottori

Attualmente fanno parte del distretto i comuni di Daisen, Hiezu, Hōki e Nanbu.
| Controllo di autorità | VIAF (EN) 259037183 · NDL (EN, JA) 00417001 |